# Bicicleta sociable

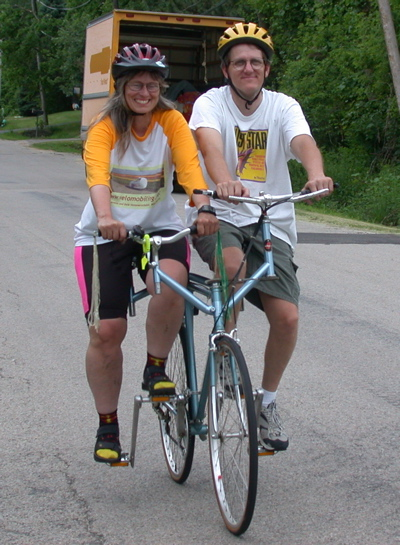
Dos personas utilizando una bicicleta sociable

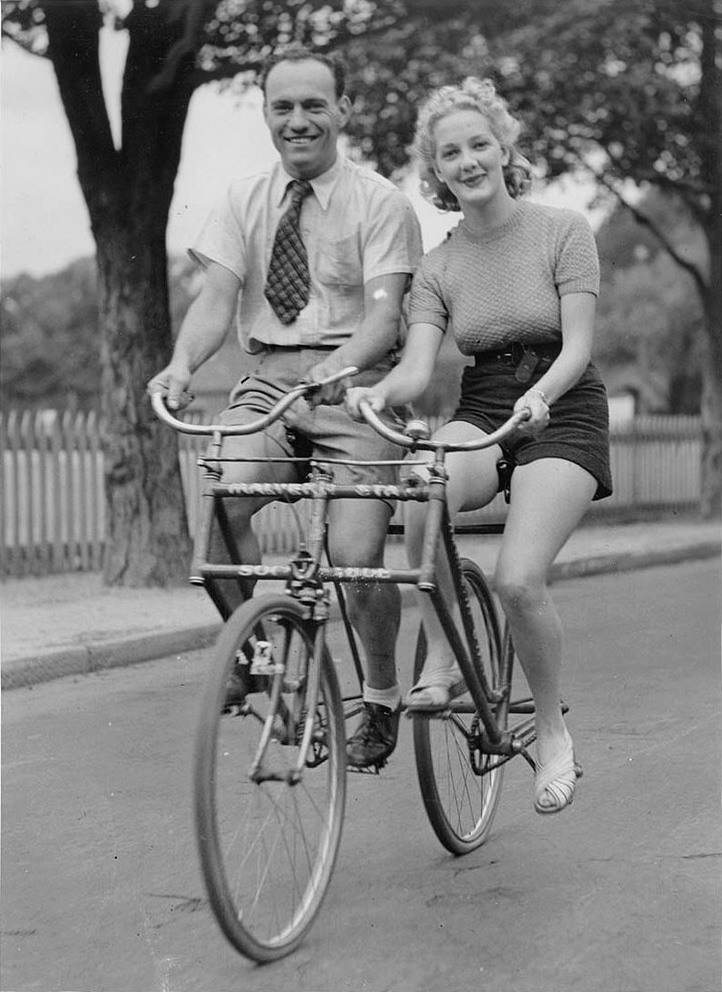
Bicicleta sociable modelo Malvern Star de los años 1930

La bicicleta sociable(en inglés, buddy bike o side by side bicycle) es un tipo de bicicleta diseñada para acomodar dos ocupantes que se sientan lado a lado.
Este tipo de bicicleta no debe ser confundida con un tándem, donde los ocupantes se sientan adelante y atrás, en vez de uno junto a otro.

## Historia
Se dice que la bicicleta sociable fue inventada por el ciclista australiano Hubert Opperman,  a pesar de que en su forma básica ya se conocía desde finales del siglo XIX. Originalmente fue comercializada por la  Compañía de Bicicletas Punnett. Históricamente había sido utilizado como un elemento de galanteo, facilitando a las parejas compartir una actividad que les permitía estar juntos.
Actualmente ninguna marca comercializa bicicletas sociables de dos ruedas, aunque hay disponibles instrucciones con las que una persona mínimamente habilidosa que disponga de un equipo de soldadura y de unas pocas piezas metálicas pueda fabricar uno. Sin embargo, sí es posible encontrar en el mercado sociables de tres y de cuatro ruedas.